# 打铁树
打铁树（学名：Rapanea linearis）为紫金牛科密花树属下的一个种。